# Gerabronn
Gerabronn – miasto w Niemczech, w kraju związkowym Badenia-Wirtembergia, w rejencji Stuttgart, w regionie Heilbronn-Franken, w powiecie Schwäbisch Hall, siedziba wspólnoty administracyjnej Gerabronn. Leży na Równinie Hohenlohe, ok. 20 km na północny wschód od Schwäbisch Hall.

## Osoby urodzone w Gerabronn
- Joschka Fischer, polityk
- Rezzo Schlauch, polityk

## Galeria

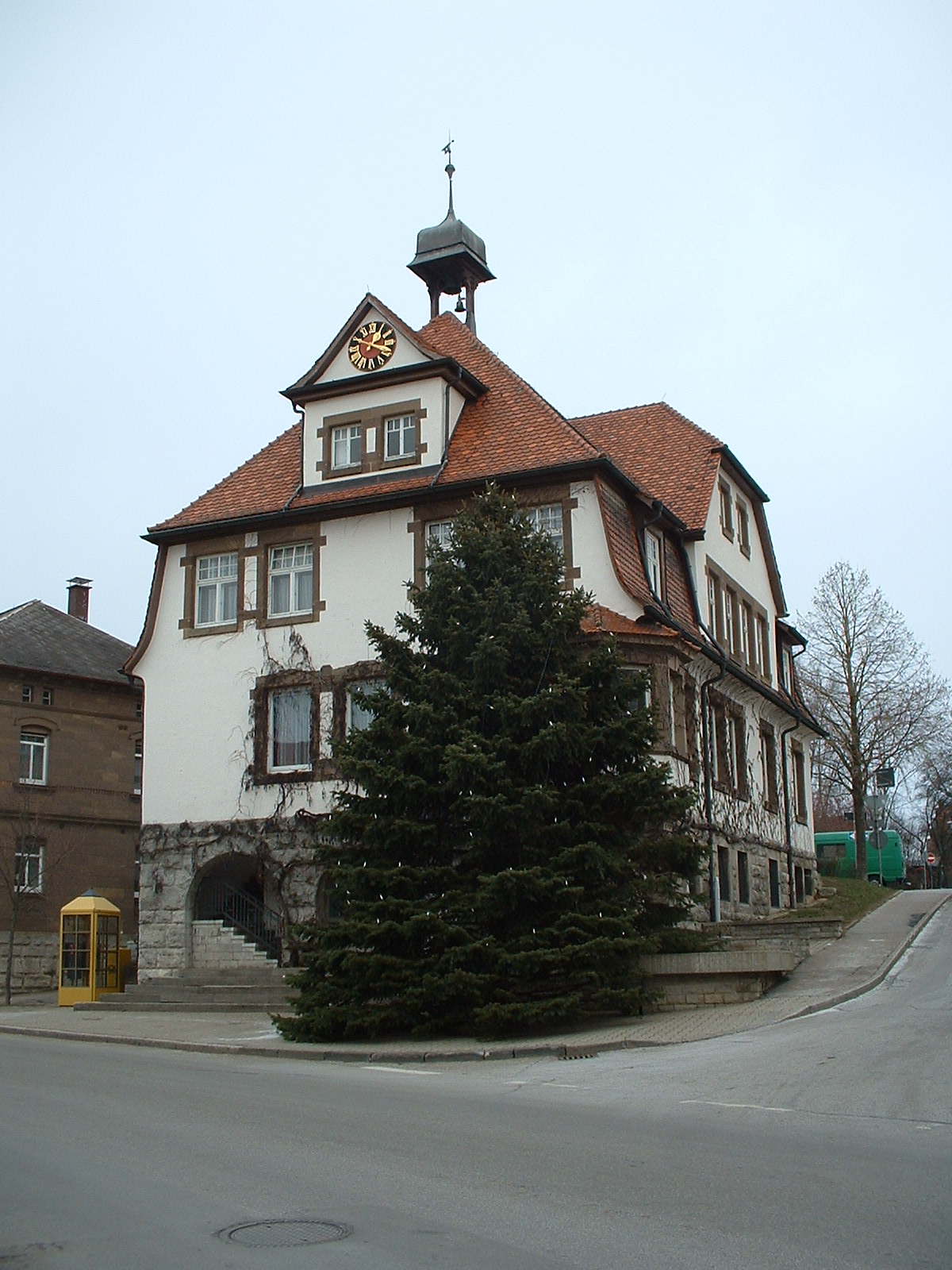
Ratusz
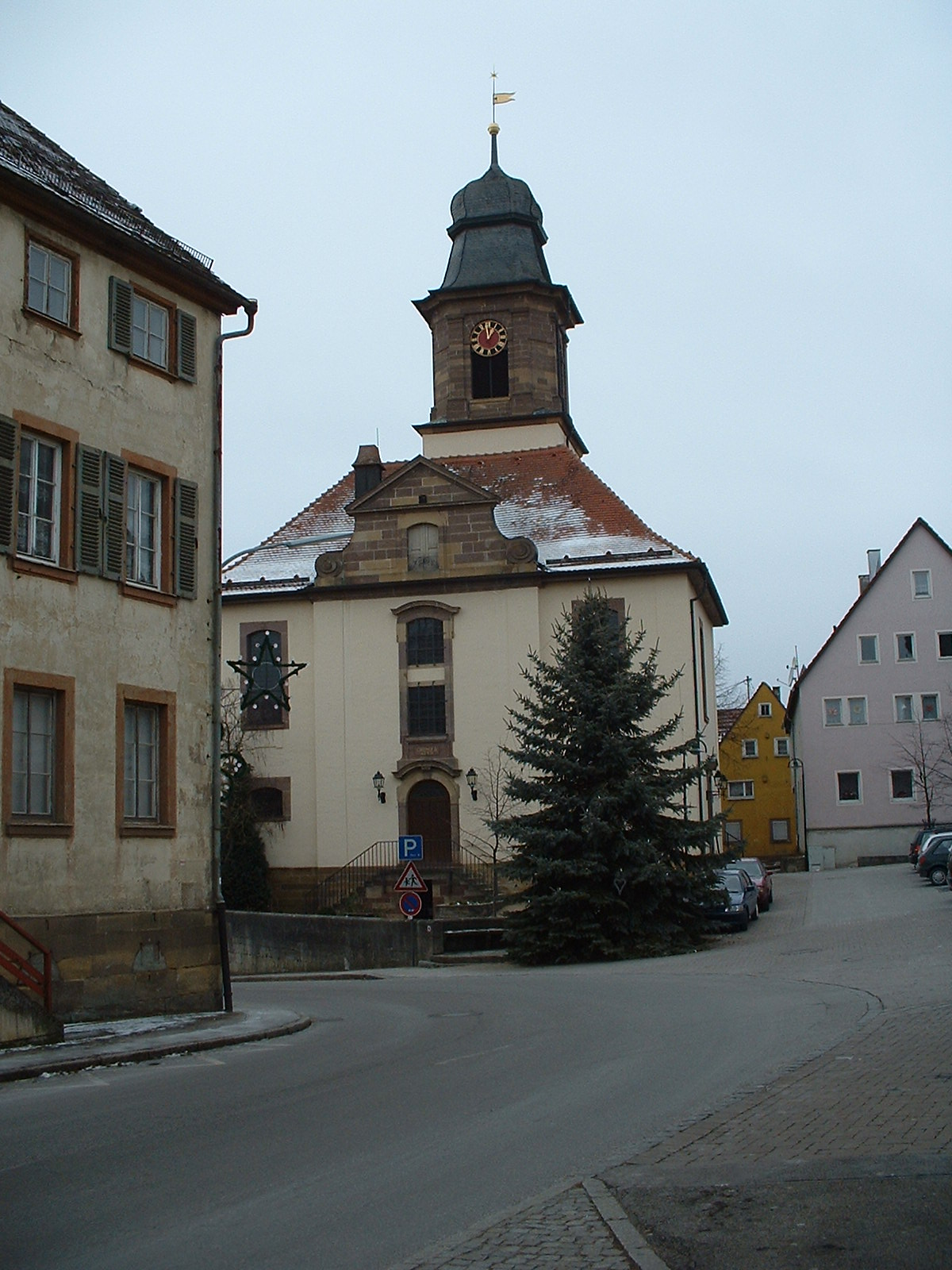
Kościół ewangelicki
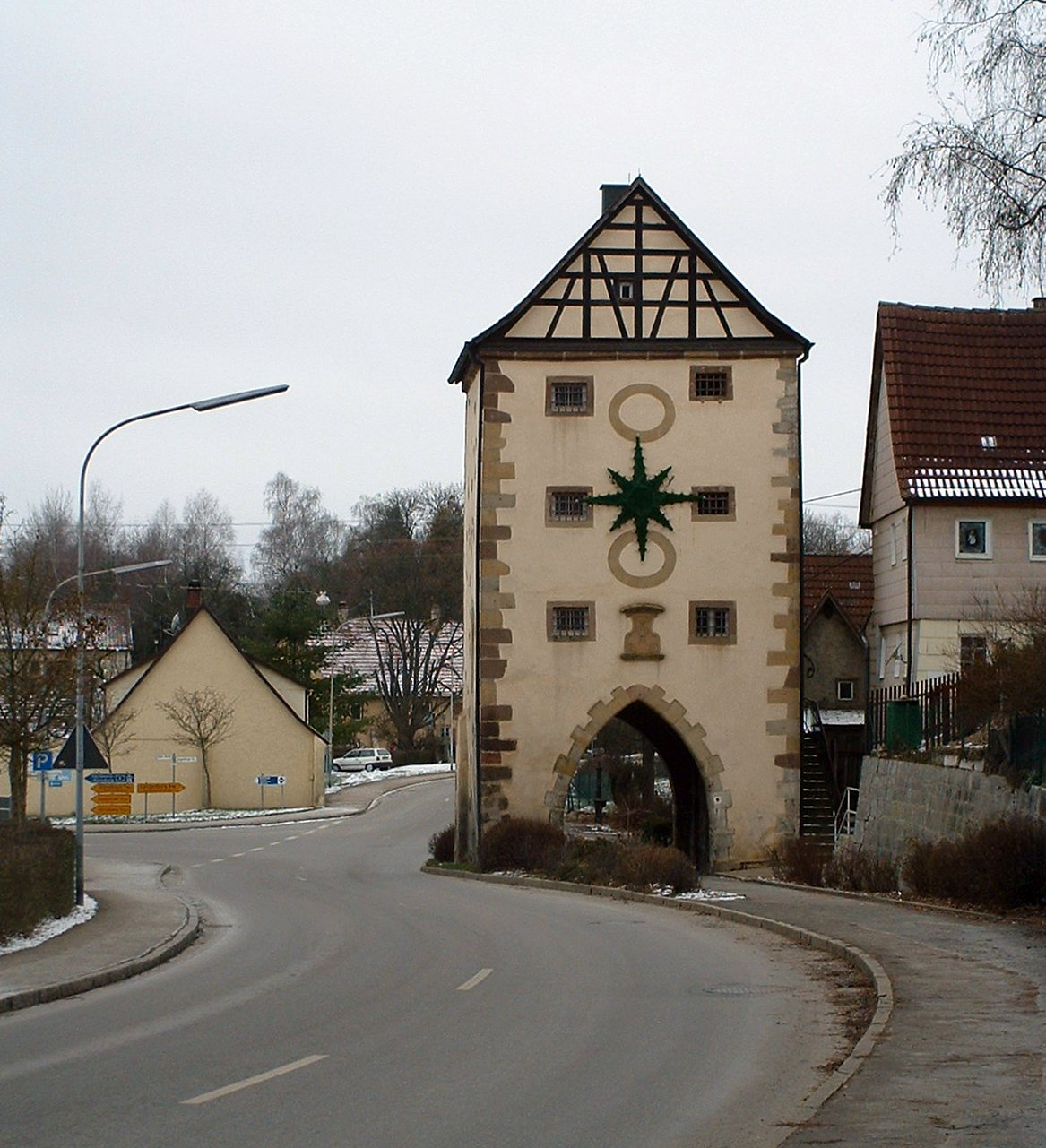
Brama miejska